# Edward Cross

Edward Cross

Edward Cross (* 11. November 1798 in Hawkins City, Hawkins County, Tennessee; † 6. April 1887 bei Washington, Arkansas) war ein US-amerikanischer Jurist und Politiker. Zwischen 1839 und 1845 vertrat er den ersten Wahlbezirk des Bundesstaates Arkansas im US-Repräsentantenhaus.

## Werdegang
Nach der Grundschule studierte Edward Cross Jura. Nach seiner Zulassung als Rechtsanwalt begann er in seinem neuen Beruf zu arbeiten. Im Jahr 1826 zog er in das Arkansas-Territorium. Dort wurde er am 26. Mai 1830 zum Bundesrichter für dieses Gebiet ernannt. Zwischen 1836 und 1836 leitete er die Landvermessungsbehörde der Bundesregierung im Arkansas-Territorium.
Politisch war Cross Mitglied der Demokratischen Partei. 1838 wurde er im ersten Distrikt des 1836 gegründeten Bundesstaats Arkansas in das US-Repräsentantenhaus in Washington, D.C. gewählt. Dort trat er am 4. März 1839 die Nachfolge von Archibald Yell an. Nach zwei Wiederwahlen konnte Cross bis zum 3. März 1845 drei Legislaturperioden im Kongress absolvieren. Von 1843 bis 1845 war er Vorsitzender des Ausschusses, der sich mit privaten Landansprüchen befasste.
1844 verzichtete Cross auf eine weitere Kandidatur. Zwischen 1845 und 1855 war er Richter am Arkansas Supreme Court. Danach war er bis 1862 Präsident der Cairo & Fulton Eisenbahngesellschaft. Im Jahr 1874 wurde er Attorney General von Arkansas. Edward Cross verbrachte seinen Lebensabend auf seinem Anwesen „Marlbrook“ in der Nähe von Washington in Arkansas. Dort wurde er nach seinem Tod im Jahr 1887 auch beigesetzt.